# 維新回天・竜馬伝! -硬派・坂本竜馬III-
『維新回天・竜馬伝!』 -硬派・坂本竜馬III-（いしんかいてん・りょうまでん　こうは・さかもとりょうまスリー）は宝塚歌劇団のミュージカル作品。宙組公演。形式名は「NTT東日本・NTT西日本フレッツシアター 幕末青春グラフィティー」。13場。
作・演出は石田昌也。併演作品は『ザ・クラシック』-I LOVE CHOPIN-。

## 解説
※『宝塚歌劇100年史（舞台編）』の宝塚大劇場公演参考。
1989年に宝塚バウホール、1996年にシアター・ドラマシティにて花組の真矢みき主演で上演された『硬派・坂本竜馬!』を宝塚大劇場公演用にリメイクされた作品。
飛び抜けた行動力と優しさ溢れる人間的な能力で維新の主役となった自由人・坂本竜馬の颯爽とした生き様を、激動の時代に若い命を燃やした志士たちや竜馬を恋した女たちとの関わりの中で描いた時代劇。
トップスター・コンビの貴城けいと紫城るいの宝塚大劇場・お披露目であり、サヨナラ公演でもあった。

## 公演期間と公演場所
- 2006年11月3日(金) - 12月12日(火)（新人公演：11月21日(火)）　宝塚大劇場[2]
- 2007年1月2日(火) - 2月12日(月・祝)（新人公演：1月16日(火)）　東京宝塚劇場[3]

## スタッフ（宝塚）
- 音楽[4]：吉田優子/西村耕次/寺田瀧雄
- 音楽指揮[4]：大谷木靖
- 振付[4]：花柳芳次郎/尚すみれ
- 殺陣[4]：菅原俊夫
- 装置[4]：大橋泰弘
- 衣装[4]：任田幾英/中川菊枝
- 照明[5]：今井直次
- 音響[5]：加門清邦
- 小道具[5]：伊集院撤也
- 効果[5]：株式会社宝塚舞台
- 演出助手[5]：鈴木圭
- 舞台進行[5]：荒金健二/宮脇学
- 制作[5]：横山卓之
- 特別協賛[5]：東日本電信電話株式会社/西日本電信電話株式会社

## 主な配役
※下記のデータは宝塚・東京共通。（）は新人公演。
- 坂本竜馬 - 貴城けい（早霧せいな）[6][7]
- お竜 - 紫城るい（和音美桜）[6][7]
- 中岡慎太郎 - 大和悠河（蓮水ゆうや）[6][7]
- 一橋（徳川）慶喜 - 蘭寿とむ（春風弥里）[6][7]

- 勝海舟 - 立ともみ（八雲美佳）[6][7]
- お登勢 - 邦なつき（鮎瀬美都）[6][7]
- 中浜万次郎 - 美郷真也（朋夏朱里）[6][7]
- 西郷隆盛 - 寿つかさ（暁郷）[6][7]
- 公家の男 - 鈴奈沙也（綾音らいら）[6][7]
- 公家の男 - 彩苑ゆき（妃宮さくら）[6][7]
- 岩倉具視 - 初嶺麿代（香翔なおと）[6][7]
- 千葉重太郎	- 天羽珠紀（鳳樹いち）[6][7]
- 武市半平太	- 悠未ひろ（鳳翔大）[6][7]
- 桂小五郎 - 北翔海莉（凪七瑠海）[6][7]
- お蝶 - 美羽あさひ（花影アリス）[6][7]
- 高杉晋作 - 十輝いりす（麻音颯斗）[6][7]
- 幾松 - 音乃いづみ（藤咲えり）[6][7]
- 陸奥宗光 - 七帆ひかる（美牧冴京）[6][7]
- 千葉佐那子 - 和音美桜（咲花杏）[6][7]
- 土方歳三 - 八雲美佳（真央あきと）[6][7]
- 沖田総司 - 早霧せいな（七海ひろき）[6][7]
- おうの	- 花影アリス（千鈴まゆ）[6][7]
- グラバー - 風莉じん（颯舞音桜）
- 中島作太郎 - 鳳樹いち（月映樹茉）